# Михайлин, Василий Павлович
Васи́лий Па́влович Миха́йлин (1900 — 1967) — советский хозяйственный, государственный и политический деятель.

## Биография
Родился в 1900 году. Член ВКП(б) с 1925 года.
С 1914 года — на хозяйственной, общественной и политической работе. В 1914—1959 гг. — токарь Коломенского завода, кочегар паровозного депо ст. Голутвин, рядовой РККА, токарь Коломенского завода, учащийся Московской ВПШ, секретарь ячейки Коломенского ВКП(б) цементного завода, секретарь ячейки ВКП(б) Коломенской ткацкой фабрики, председатель правления Шатурского центрального рабочего кооператива, управляющий Свердловской областной конторой «Торфрабснаб», первый, второй секретарь Березниковского ГК ВКП(б), секретарь Соликамского ГК ВКП(б), заместитель директора Соликамского калийного комбината, первый секретарь Чердынского РК ВКП(б), секретарь и заместитель секретаря Молотовского обкома ВКП(б) по железнодорожному транспорту транспорту, председатель Молотовского горисполкома, начальник Молотовского областного управления кинофикации, начальник Пермского областного управления промышленности и строительных материалов.
Избирался депутатом Верховного Совета РСФСР 2-го созыва.